# الرأس الأسود

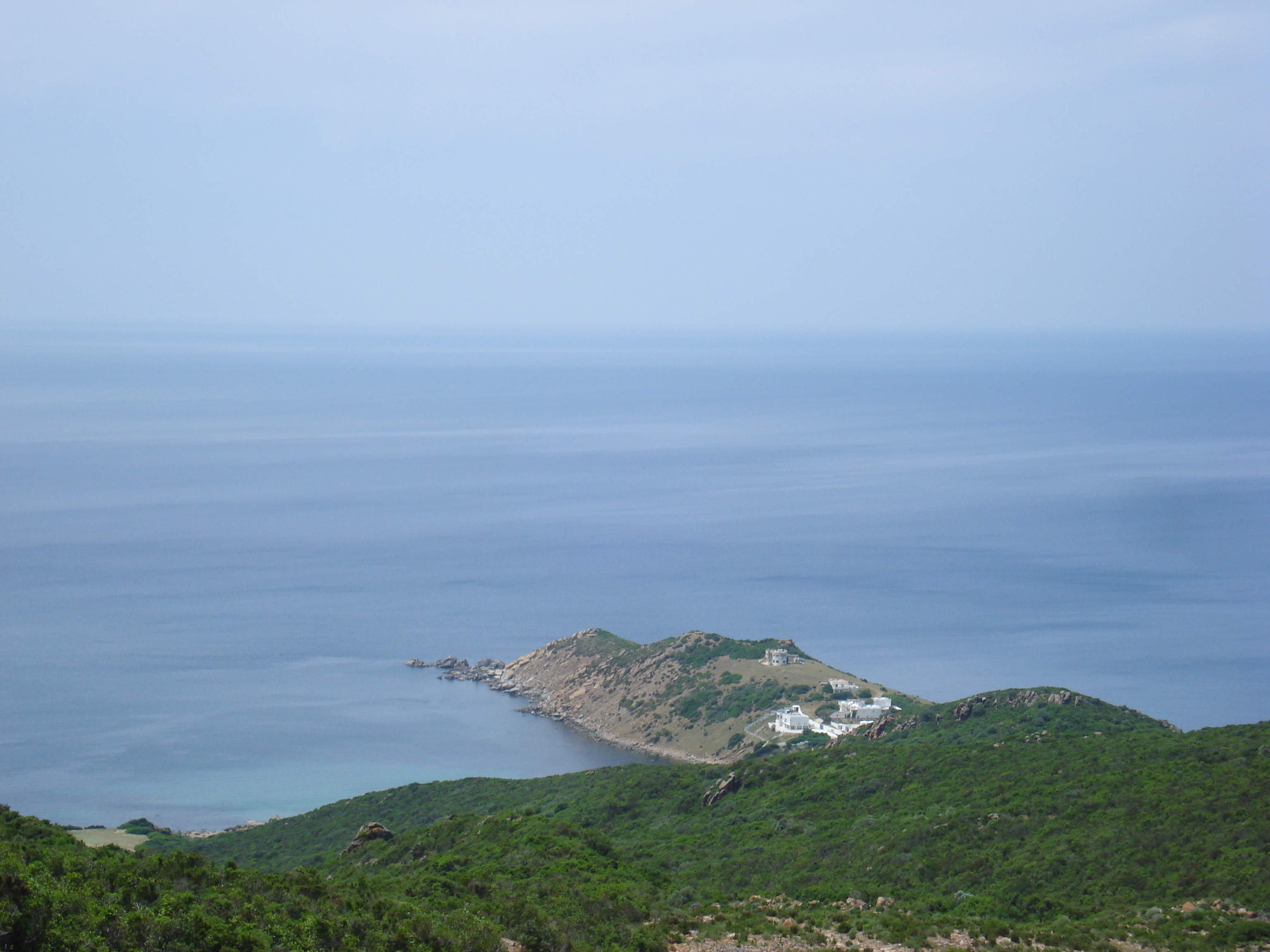
الرأس الأسود كما يُرى من أعلى جبل سيدي محمد

الرَأْس الأَسْوَد (ويسمى أيضا بالدارجة التونسية: رَاسْ نِيڤْرُو، بالفرنسية :Cap Nègre) هو رأس يقع على الساحل الشمالي التونسي.

## من التاريخ
في عام 1664 سمح باي تونس للفرنسيين بصيد المرجان بالرأس الأسود. وقد تكونت شركة للغرض عام 1666. غير أن عملها لم يدم طويلا وآل الرأس الأسود إلى الأنقليز الذين أجبروا على مغادرة المكان عام 1685. وقد وقع تجديد المعاهدة للفرنسيين بصيد المرجان بالرأس الأسود إلى أن أطردهم علي باشا باي عام 1742.

## صور

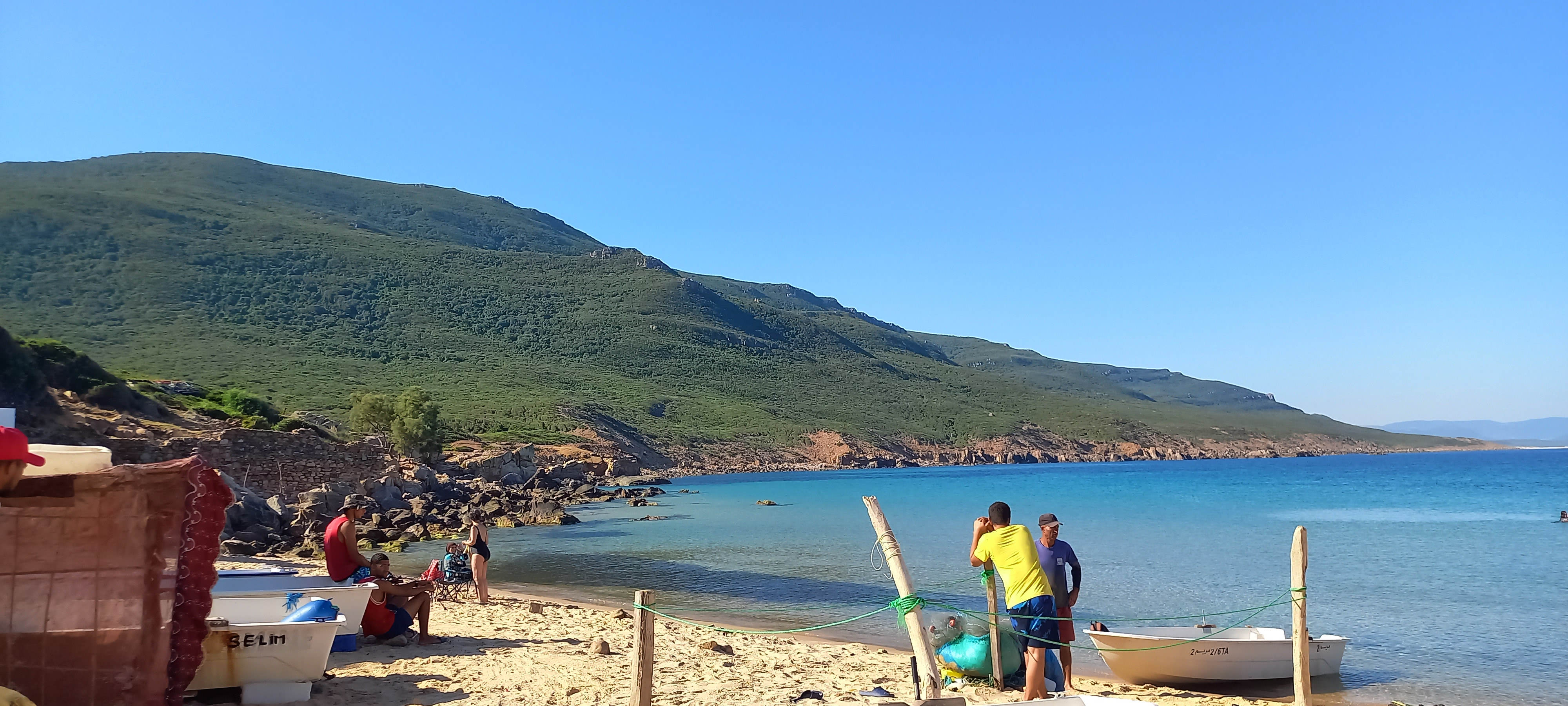
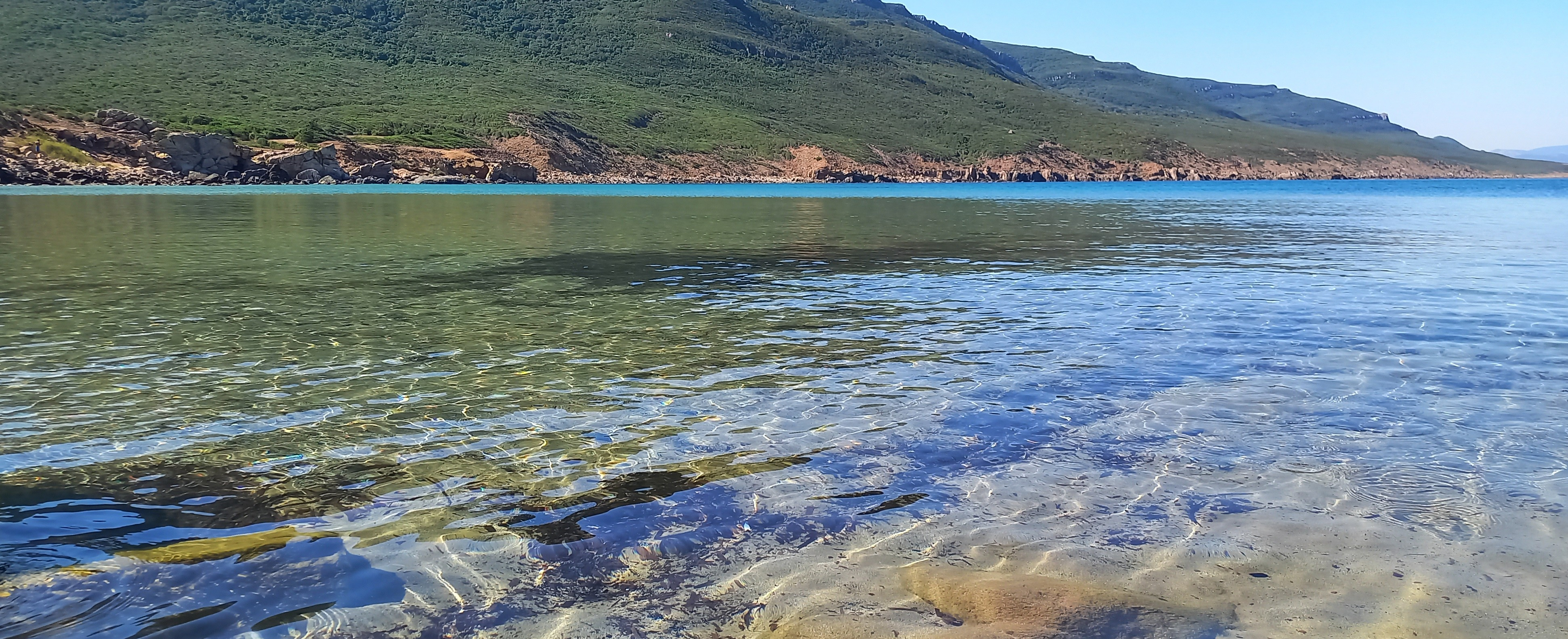
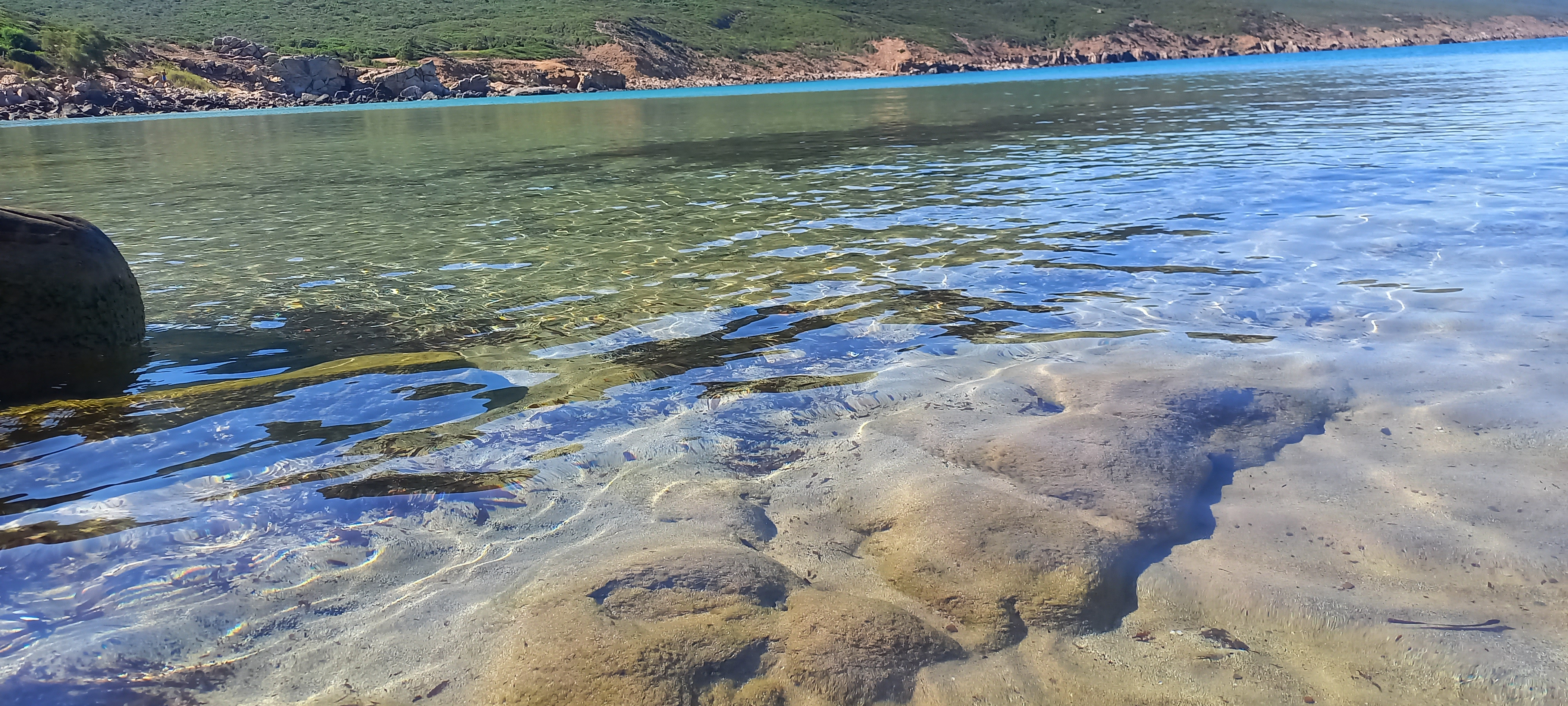
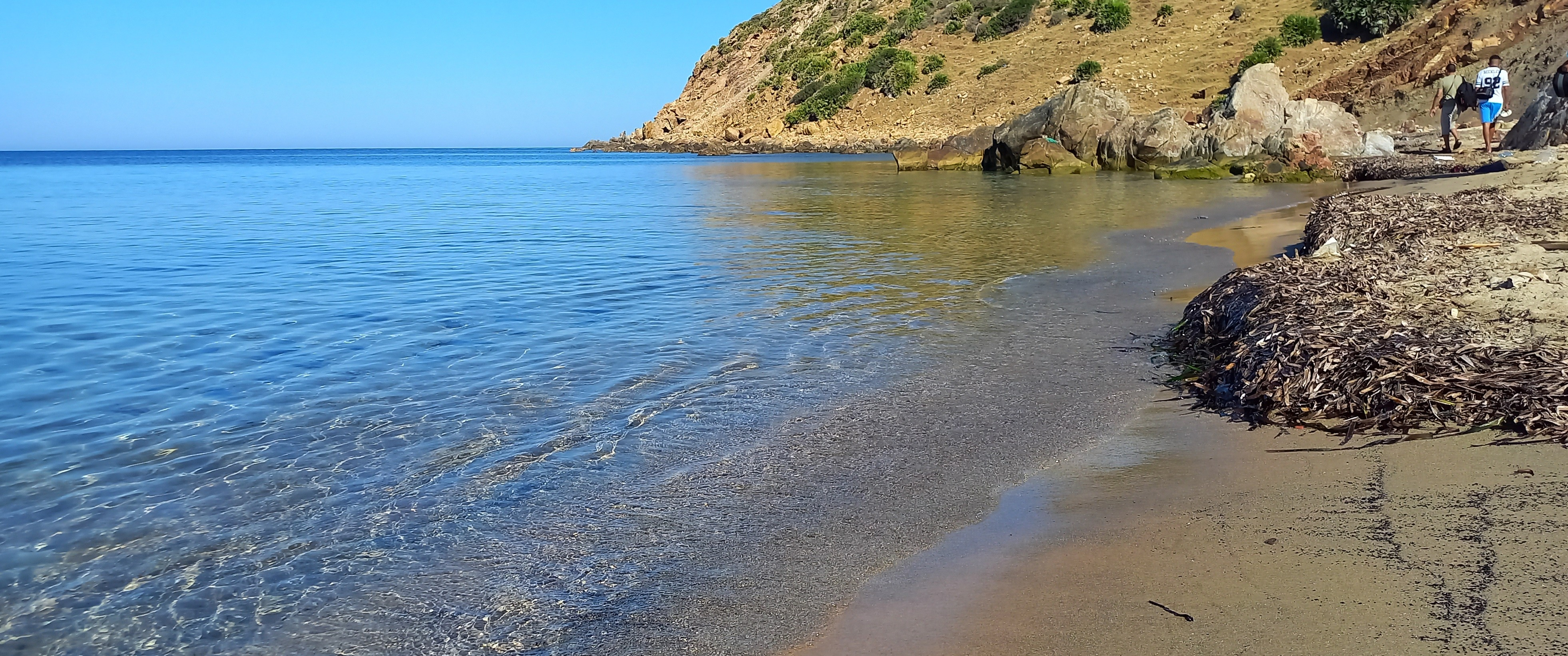
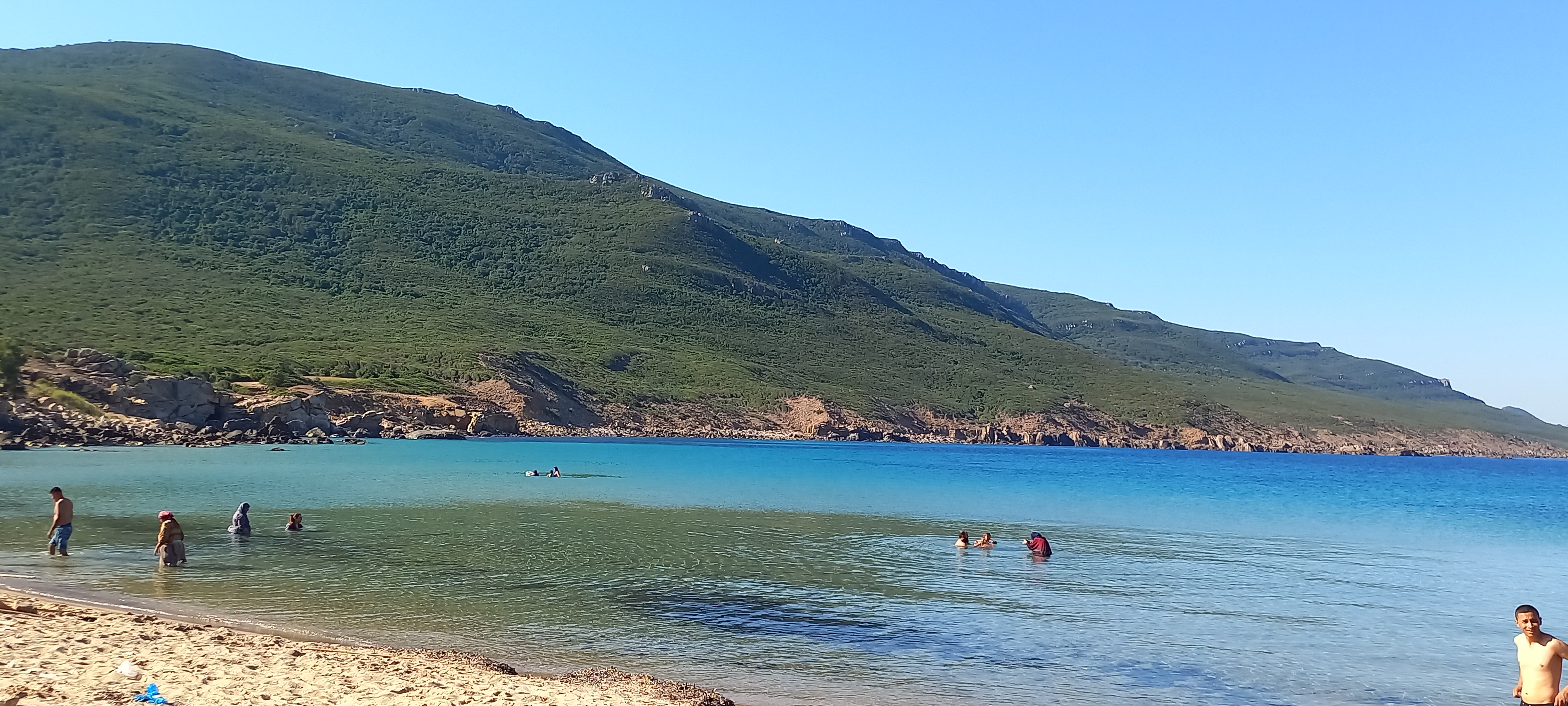
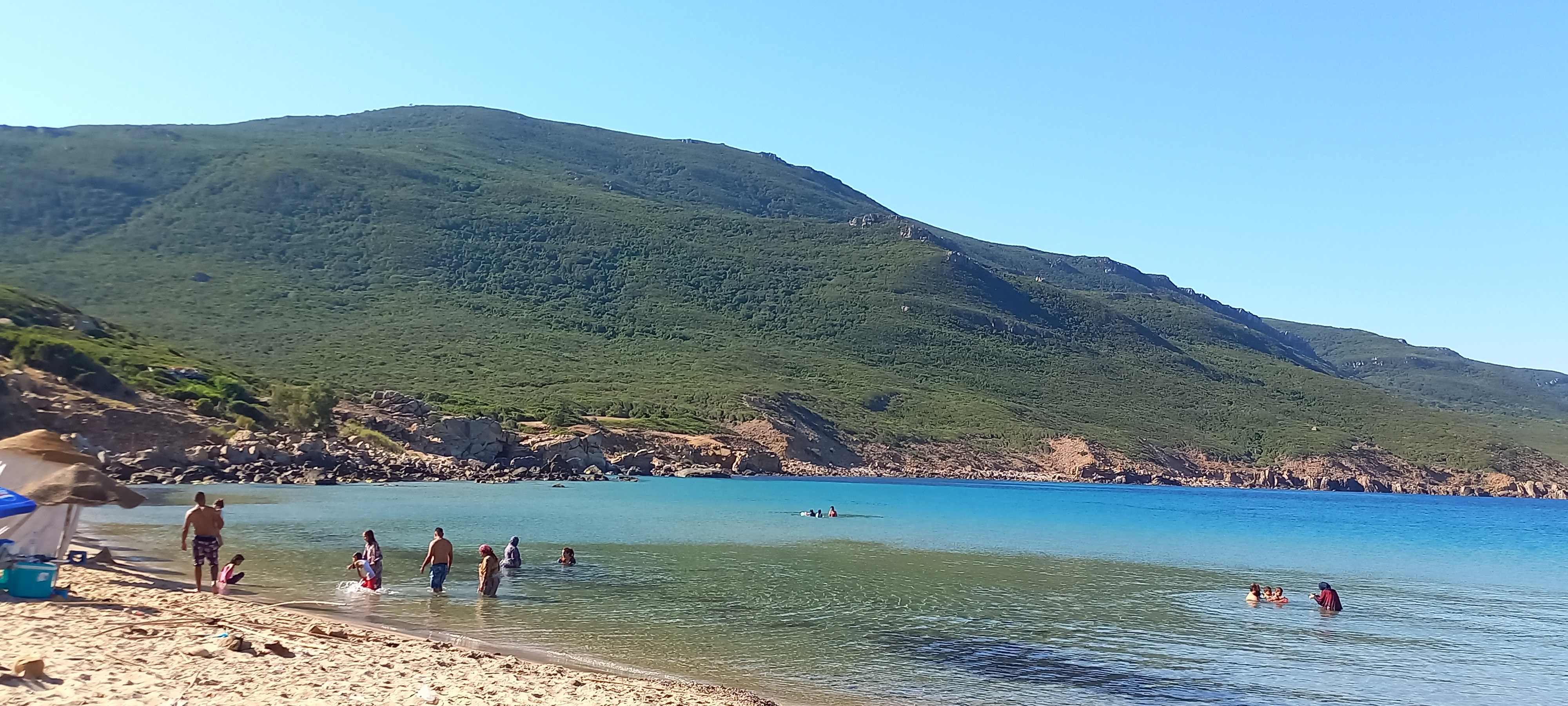
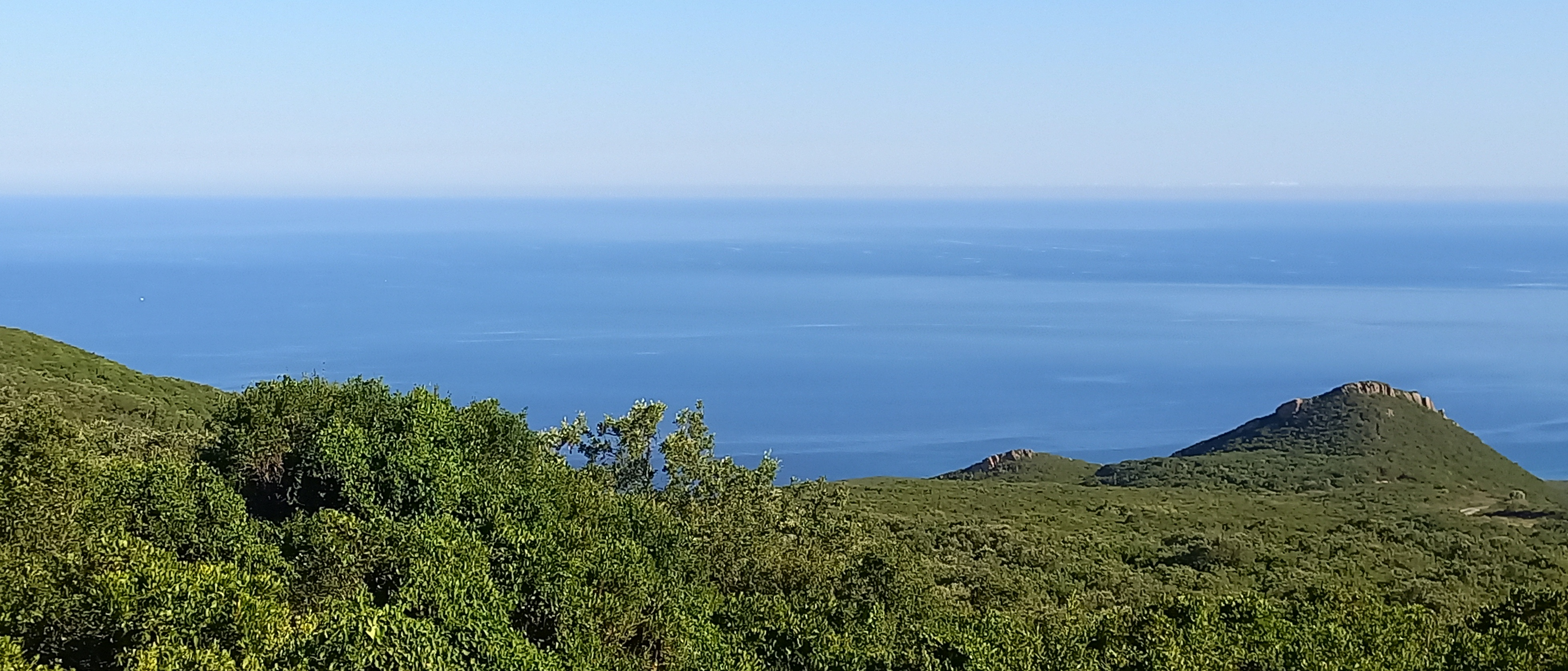
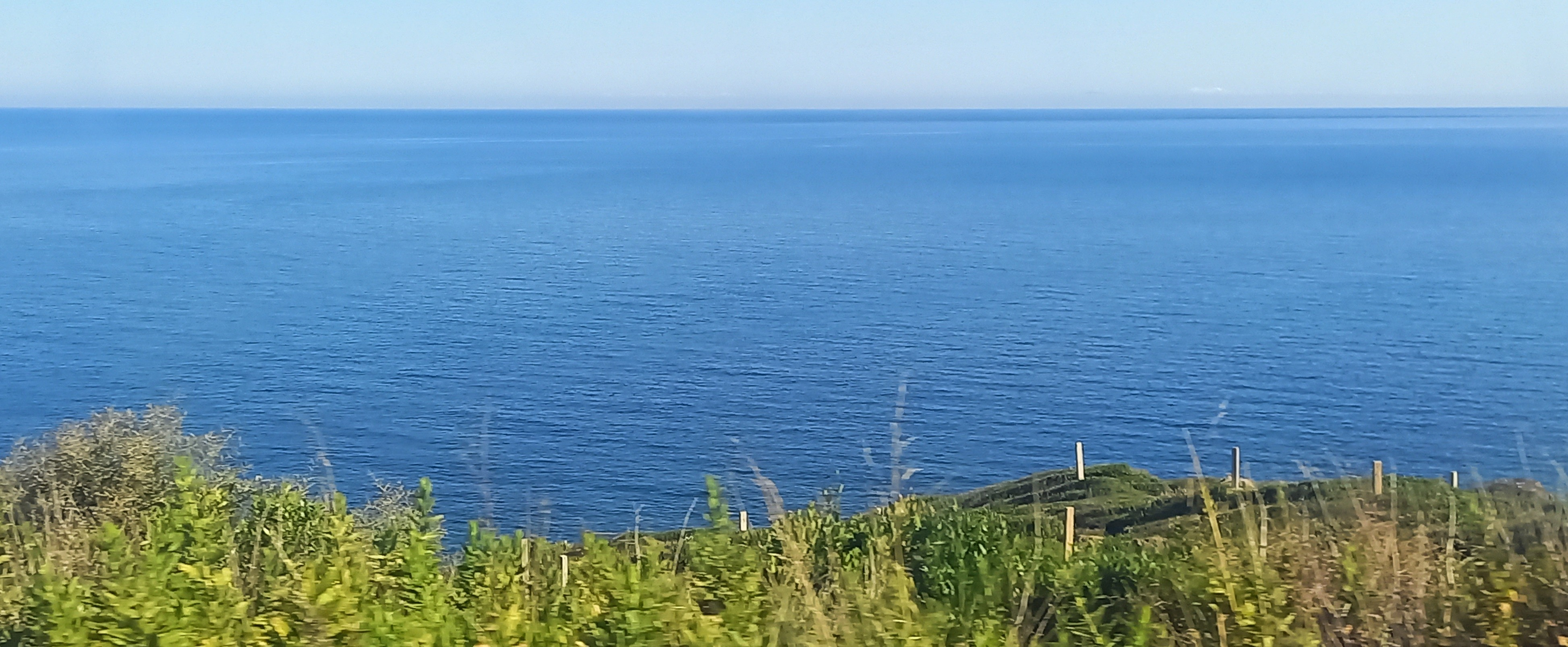
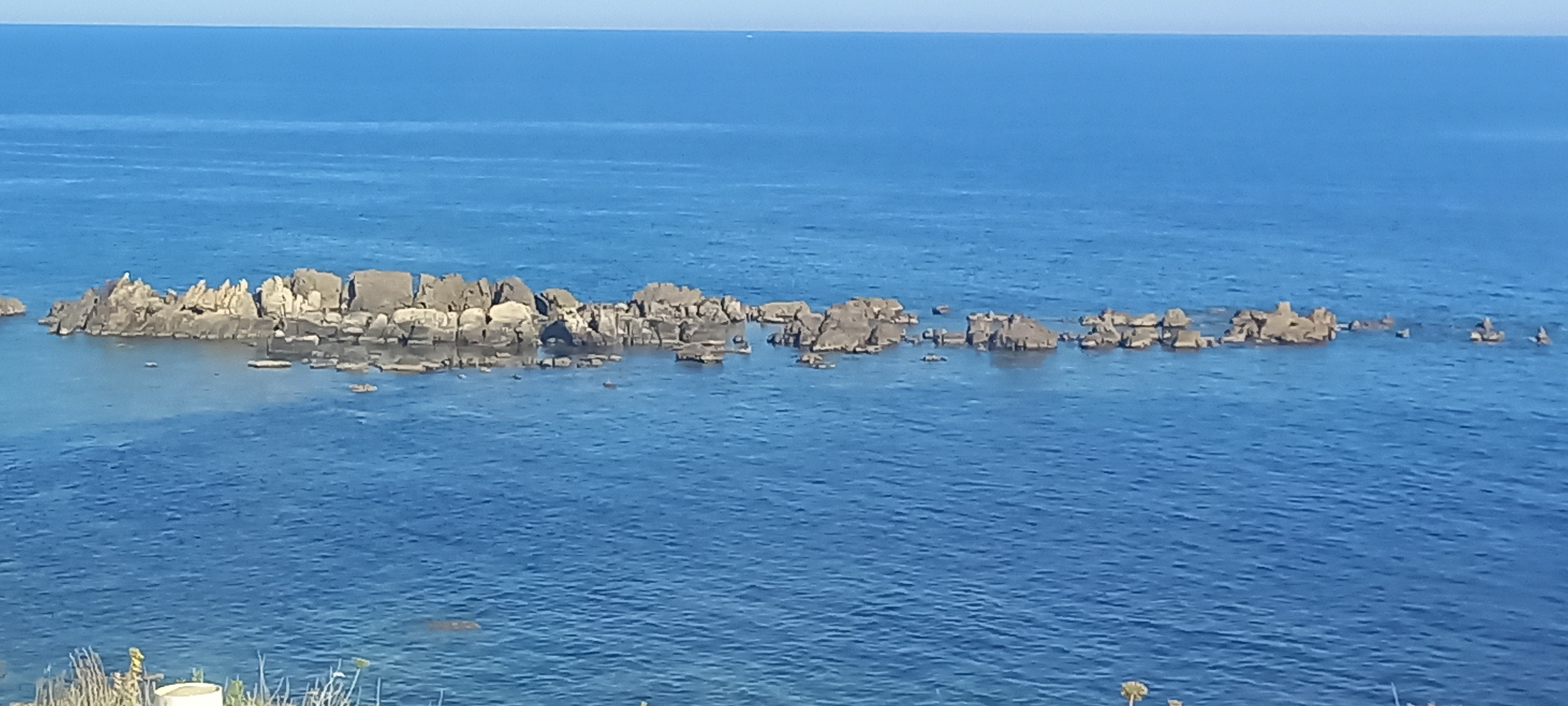
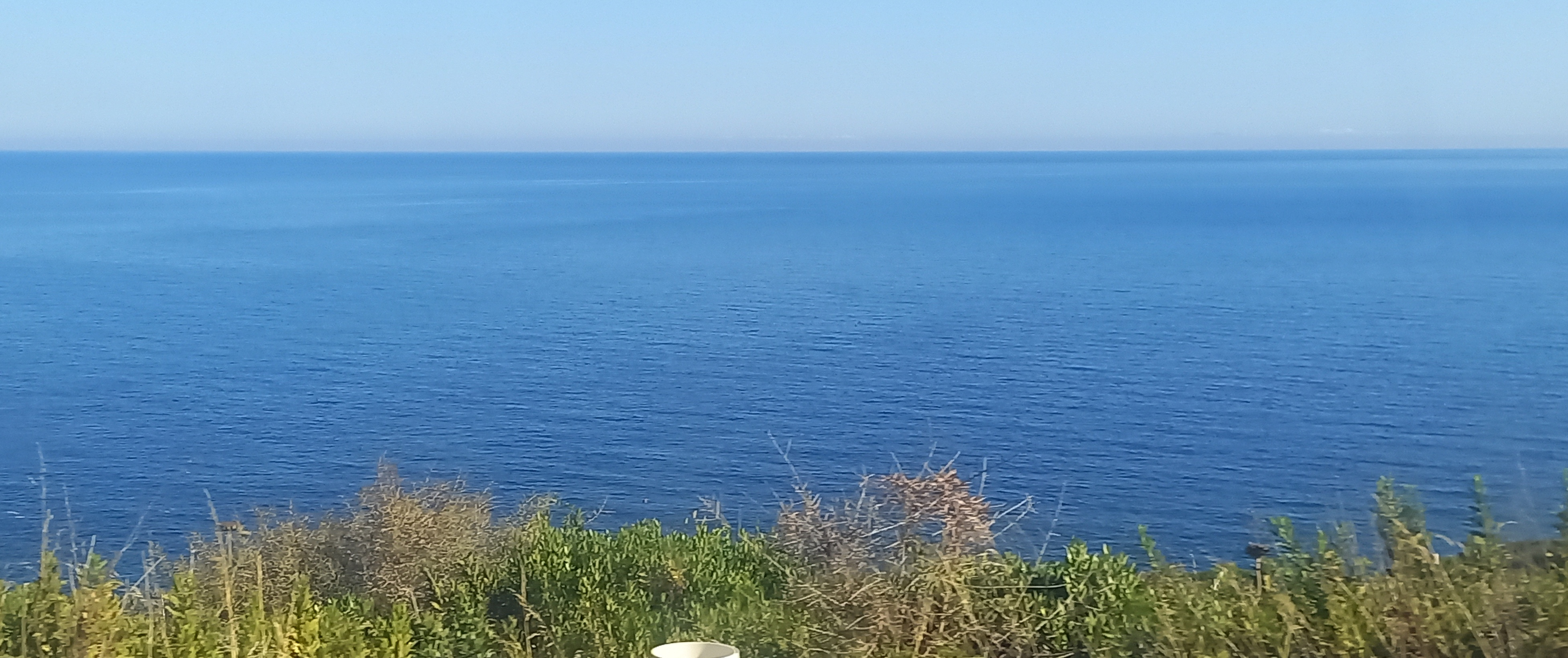
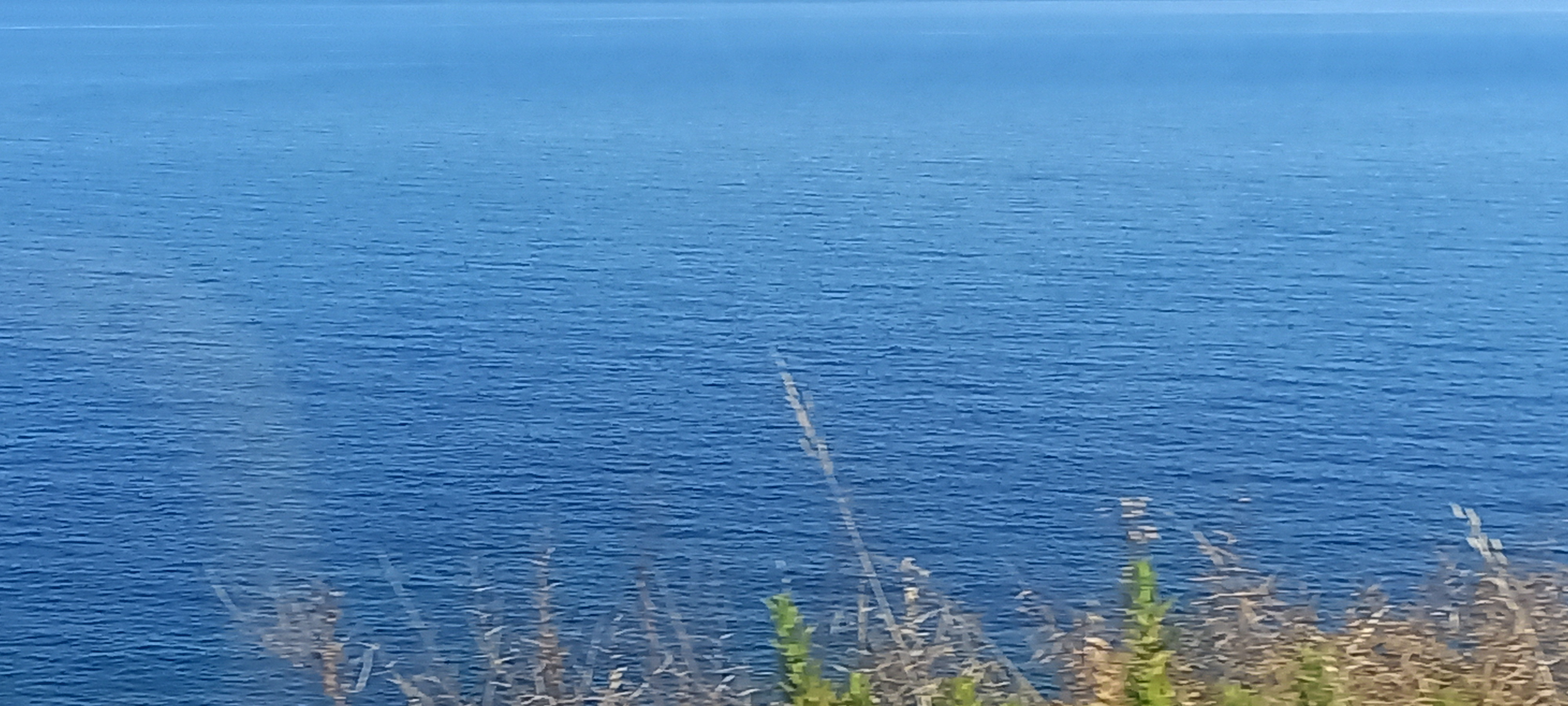